# Rafaï
Rafaï ist eine Stadt im Südosten der Zentralafrikanischen Republik. Es ist die Hauptstadt der gleichnamigen Unterpräfektur im Osten der Präfektur Mbomou. Der Fluss Chinko fließt am Westrand von Rafaï in Richtung Süden und mündet in einer Entfernung von 16 Kilometern in den Mbomou, der dort die Grenze zum Nachbarland Demokratische Republik Kongo darstellt.

## Verkehr und Infrastruktur
Rafaï liegt an der Route Nationale 2, die von der Hauptstadt Bangui über Bangassou und Rafaï bis nach Bambouti an der Grenze zum Südsudan führt. Die Entfernung nach Bangui beträgt 870 Straßenkilometer. Nordwestlich der Stadt, auf der anderen Flussseite, liegt der kleine Flugplatz Rafaï. Der Fluss Chinko muss mit einer Fähre überquert werden, da keine Brücke existiert.
Durch die große Entfernung und die volatile Sicherheitslage ist Rafaï vom Rest des Landes recht isoliert. Es werden zwar Flüge nach Bangui durchgeführt (u. a. durch die MINUSCA), aber die Preise sind für die Normalbevölkerung sehr hoch.

## Wirtschaft und Bildung
Da es vor Ort keine Industrie gibt, lebt der Großteil der Bevölkerung von Landwirtschaft, Jagd, Fischerei und Handel. Angebaut werden beispielsweise Maniok sowie Kochbananen. Weitere Grundnahrungsmittel sind Erdnüsse und Reis. In der katholischen Missionsstation können Schüler die Hochschulreife erreichen, es gibt Lehrer für jedes Unterrichtsfach und das Ausbildungsniveau der Lehrer entspricht dem derer in der Hauptstadt. Beachtlich ist, dass es sogar eine Ausstattung mit Computern mit Internetverbindung gibt, was selbst in der Universität von Bangui keine Normalität ist.

## Geschichte
Rafaï war die Hauptstadt des um 1800 gegründeten Sultanats Rafaï. Anfangs hatte es seinen Sitz aber südlich des Mbomou (in der heutigen Demokratischen Republik Kongo). Infolge eines Krieges verlegte der Sultan seinen Sitz nach Norden an und gründete im Herbst 1889 die Stadt Rafaï. Von 1892 bis 1909 war das Sultanat ein Protektorat der belgischen Kolonie Kongo-Freistaat, im Anschluss kam es zu Französisch-Äquatorialafrika. Der letzte Sultan von Rafaï starb 1939 und die Kontrolle fiel endgültig an Frankreich. Mit der Unabhängigkeit der Zentralafrikanischen Republik 1960 wurde es Teil dieser Republik.

### Bürgerkrieg
Am 4. März 2018 griffen Rebellen der UPC, einer Rebellengruppe der Fulbe, Rafaï an und plünderten Läden, Schulen und die Missionsstation. Die Bewohner flohen teils in den Busch, teils in Richtung Bangassou und teils über den Mbomou in die Demokratische Republik Kongo. Nach wenigen Tagen wurde die Stadt von Selbstverteidigungskräften der umliegenden Städte und Dörfer zurückerobert. Es kam zu Todesopfern sowohl unter den Bewohnern als auch unter den Angreifern und den Selbstverteidigungskräften.